# Петрівка (Закарпатська область)
Петрі́вка — село в Україні, в Ужгородському районі Закарпатської області, орган місцевого самоврядування — Соловківська сільська рада. З 2020 року село увійшло до Чопської міської громади. Населення становить понад 300 осіб, кількість дворогосподарств 130 (станом на 2025 рік). Село розташоване на півдні Ужгородського району, за 19,0 кілометра від районного центру. У селі розташована лінійна вантажно-пасажирська залізнична станція Львівської залізниці «Есень», де зупиняються приміські електропоїзди.

## Географія
Село Петрівка лежить за 19,0 км на південь від районного центру, фізична відстань до Києва — 618,8 км.

## Герб
Щит розтятий і перетятий червоним і лазуровим. У першій частині справа виходить рука в лазуровому одязі, що тримає золотий католицький хрест. У другій частині золотий сніп. У третій частині срібна рейка, увінчана таким само вагонним колесом. У четвертій частині зліва виходить рука в лазуровому одязі, що тримає золотий православний хрест. Поверх усього увігнуте понижене вістря, двічі перетяте зеленим і лазуровим і обтяжене срібною рибою в стовп.

## Історія
Село засноване в 30-х роках переселенцями з Великоберезнянщини, Міжгірщини та Хустщини, що купили землі на півдні Ужгородщини, що в той час ще входила до складу Австро-Угорської імперії, і володіли нею аж до кінця Другої світової війни, коли землі були конфісковані більшовиками.

## Політика

### Парламентські вибори, 2019
На позачергових парламентських виборах 2019 року у селі функціонувала окрема виборча дільниця № 210600, розташована у приміщенні школи.
Результати
- зареєстровано 322 виборці, явка 86,02%, найбільше голосів віддано за «Опозиційний блок» — 33,82%, за «Слугу народу» — 32,72%, за Всеукраїнське об'єднання «Батьківщина» — 10,66%.[8] В одномандатному окрузі найбільше голосів отримав Андрій Андріїв (самовисування) — 75,09%, за Олександра Пекаря (Слуга народу) — 8,79%, за Роберта Горвата (самовисування) — 4,03%[9].

## Населення
Станом на 1989 рік у селі проживало 392 особи, серед них — 182 чоловіки й 210 жінок.
За даними перепису населення 2001 року в селі проживало 415 осіб. Рідною мовою назвали:
| Мова       | Кількість осіб | Відсоток |
| ---------- | -------------- | -------- |
| українська | 398            | 95,90 %  |
| угорська   | 10             | 2,41 %   |
| російська  | 4              | 0,96 %   |
| білоруська | 1              | 0,24 %   |
| інші       | 2              | 0,49 %   |

Чисельність населення станом на 2020 рік: 450 осіб.

## Релігія
Наприкінці 1930-х було закладено цвинтар, на ньому встановили хрест і дзвіницю. У 1936 році на цьому ж місці збудовано дерев'яну церкву — що була зруйнована в 1950 році. Та невдовзі громада відбудувала нову з вальків, що теж була зруйнована радянською владою в 1967 році. Після здобуття Україною незалежности в 1991 році громада почала збирати кошти на відбудову нової церкви. Відбудова завершилася в 1992 році й була результатом співпраці православної та греко-католицької громад, що зараз спільно використовують церкву.
У 1936 році на місцині Сернєгат було споруджено невелику дерев'яну церківцю, очевидно, каркасної конструкції і куплено дзвін, вилитий 1937 року Ференцом Еґрі.
Головними майстрами були Глеба, що прийшов із села Бабичі, та Микола Скунць, виходець із Міжгір'я. У 1937 році на кошти перших переселенців придбано дзвін, вилитий у селі Малі Геєвці у знаменитого майстра по виготовленню дзвонів Ференца Егрі. У 1948 році жителі села дізнались, що радянська влада хоче забрати дзвін у село Добронь, на потреби колгоспу. Жителі села переховували дзвін по своїм хатам, допоки не дали дозвіл на його встановлення у 1952 році.
Церкву розібрали в 1950 році., але люди добилися дозволу на відбудову і господареві, який узяв дерево з церкви, довелося його повернути. Церкву поставили на новому місці, на кладовищі і тоді ж почали довкола дерев'яної споруди будувати нову церкву з вальків на кам'яному фундаменті, а черепичний дах мала увінчати маленька вежка. Усе це розгнівало районне керівництво.
Одного дня 1967 році в село прибули місцеві начальники з агентами КДБ, і церкву було зруйнувало трактором. На цвинтарі лишилася простенька дерев'яна дзвіниця. Новий мурований храм збудовано спільно греко-католицькою та православною громадами, по боках фронтону встановлено символи обох конфесій.
Ділянку під церкву виділила зі своєї землі Ганна Бубанець. До зведення храму особливо причетний отець Юрій Федака, а кошти зібрано в селі.
23 грудня 1991 року заснована греко-католицьку громаду «Сошествія Святого Духа» у селі Петрівка. Ділянку під будівництво церкви виділила зі своєї землі Ганна Бубанець, (яка з 1952 року і протягом багатьох років була дзвонаркою). 8 червня 1991 року було закладено перший камінь під будівництво храму. До зведення храму значних зусиль доклав отець Юрій Федака, який служив для вірників оновленої парафії села Петрівка з 1993 року і по 2007 рік. 8 травня 1993 року на фундаменті церкви отець Юрій Федака провів першу Божественну Літургію. Дзвін з дерев'яної дзвіниці на кладовищі встановлено у новозбудований храм у 1996 році. Новий мурований храм збудовано спільно греко-католицькою та православною громадами і по боках фронтону встановлено символи обох конфесій. Завершену церкву Святої Трійці освячено єпископами Мукачівської греко-католицької церкви І.Семеді, Й.Головачем та І.Маргітичем у 1996 році.
5 квітня 2011 року владика Мілан перед Архієрейською Службою Божою освятив пам'ятну дошку, що висить на стіні храму, ревному служителю Христової Церкви митр.прот. Георгію Федаці.

## Туристичні місця
- Дзвін Ференца Егрі
- Канали для рибалки